# Paragobiodon lacunicolus
Paragobiodon lacunicolus is een straalvinnige vissensoort uit de familie van grondels (Gobiidae). De wetenschappelijke naam van de soort is voor het eerst geldig gepubliceerd in 1911 door Kendall & Goldsborough.